# Pavel Rybnikov

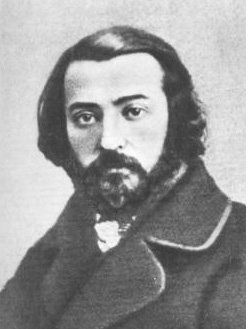
Pavel Rybnikov

Pavel Nikolajevitj Rybnikov (ryska: Павел Николаевич Рыбников), född 1832, död 1885, var en rysk etnograf.
Rybnikov var viceguvernör i Kalisz och fick som ledamot av statistiska kommittén i guvernementet Olonets tillfälle att studera folklivet och samla ryska folkvisor, som utgavs 1861-67 och är mycket betydelsefulla för den ryska fornforskningen. Senare undersökningar av Aleksandr Hilferding bekräftade till fullo äktheten av Rybnikovs folkepiska fynd.